# X-Com (datorspelsserie)
X-COM (Extraterrestrial Combat Force) är en serie spel där Jorden är hotad av utomjordingar. Det första spelet utvecklades av bröderna Julian och Nick Gollop i samarbete med Microprose UK och fick namnet UFO: Enemy Unknown, senare till lanseringen i Nordamerika döptes det om till X-COM: UFO Defence.
Spelen är turordningsbaserade strategispel med undantag för Interceptor; en rymdsimulator och Enforcer; ett FPS. X-COM var inte det första spelet i sin genre, men ses ofta som ett av de mer betydande.
2012 lanserade Firaxis en remake av det första spelet som fick namnet XCOM: Enemy Unknown senare följde expansionen Enemy Within.
Spelen i serien är som följande:
- X-COM: UFO Defense / UFO: Enemy Unknown (1993)
- X-COM: Terror from the Deep (1995)
- X-COM: Apocalypse (1997)
- X-COM: Interceptor (1998)
- X-COM: Email games (1999)
- X-COM: Enforcer (2001)
- XCOM: Enemy Unknown (2012)
- XCOM: Enemy Within (2013)
- XCOM 2 (2016)